# Arlinda Rushiti
Arlinda Rushiti (* 27. März 1999) ist eine kosovarische Tennisspielerin.

## Karriere
Rushiti spielt vor allem Turniere auf dem ITF Women’s Circuit, wo sie bisher einen Titel im Einzel und vier im Doppel gewinnen konnte.
Im Oktober 2017 unterlag sie im Finale des mit 15.000 US-Dollar dotierten Turniers in Scharm asch-Schaich Lee Pei-chi mit 0:6 und 3:6. Bei den mit 25.000 US-Dollar dotierten ITF Women’s Open Klosters 2018 erreichte sie über die Qualifikation das Hauptfeld und unterlag in der ersten Runde Miriam Kolodziejová mit 3:6 und 2:6. Beim ebenfalls mit 25.000 US-Dollar dotierten Tennis International 2018 erreichte sie als Lucky Loser mit einem Sieg gegen die topgesetzte Kimberley Zimmermann das Achtelfinale, das sie gegen Elizabeth Halbauer mit 0:6 und 1:6 verlor.
Seit 2016 spielte sie für die kosovarische Fed-Cup-Mannschaft, für die sie bisher 13 ihrer 26 Partien gewann.
In der 2. Tennis-Bundesliga trat sie 2018 und 2019 für den RTHC Bayer Leverkusen an.

## Turniersiege

### Einzel
| Nr. | Datum         | Turnier  | Kategorie | Belag     | Finalgegnerin              | Ergebnis       |
| --- | ------------- | -------- | --------- | --------- | -------------------------- | -------------- |
| 1.  | 14. Juli 2024 | Monastir | ITF W15   | Hartplatz | Lamis Alhussein Abdel Aziz | 6:4, 2:6, 7:62 |

### Doppel
| Nr. | Datum             | Turnier             | Kategorie | Belag     | Partnerin           | Finalgegnerinnen                     | Ergebnis         |
| --- | ----------------- | ------------------- | --------- | --------- | ------------------- | ------------------------------------ | ---------------- |
| 1.  | 7. Oktober 2023   | Scharm asch-Schaich | ITF W15   | Hartplatz | Elena-Teodora Cadar | Alexandra Pospelowa Darja Selinskaja | 2:6, 6:3, [11:9] |
| 2.  | 16. November 2024 | Scharm asch-Schaich | ITF W15   | Hartplatz | Yasmin Ezzat        | Mirjana Jovanović Diana Jakowlewa    | 7:66, 6:3        |
| 3.  | 12. April 2025    | Scharm asch-Schaich | ITF W15   | Hartplatz | Marie Weckerle      | Amelia Rajecki Ranah Akua Stoiber    | 6:2, 6:3         |
| 4.  | 10. Mai 2025      | Nottingham          | ITF W35   | Hartplatz | Alice Robbe         | Naiktha Bains Holly Hutchinson       | 3:6, 6:4, [10:5] |

## Weltranglistenpositionen am Saisonende
| Jahr   | 2017 | 2018 | 2019 | 2020 | 2021 | 2022 | 2023 | 2024 |
| ------ | ---- | ---- | ---- | ---- | ---- | ---- | ---- | ---- |
| Einzel | 784  | 737  | 713  | 590  | 666  | 354  | 770  | 630  |
| Doppel | —    | 1211 | —    | 1413 | 1415 | 749  | 586  | 899  |